# Никольский, Сергей Владимирович
Серге́й Влади́мирович Нико́льский (4 февраля 1950, Киев, Украинская ССР, СССР) — украинский советский гребец-байдарочник, выступал за сборную СССР на всём протяжении 1970-х годов. Четырёхкратный чемпион мира, пятикратный чемпион Советского Союза, победитель многих регат республиканского и всесоюзного значения. На соревнованиях представлял спортивное общество «Буревестник», заслуженный мастер спорта СССР (1973).

## Биография
Сергей Никольский родился 4 февраля 1950 года в Киеве. Активно заниматься греблей начал в раннем детстве, проходил подготовку в киевском спортивном обществе «Буревестник».
Первого серьёзного успеха добился в 1972 году, когда стал чемпионом СССР в зачёте одиночных байдарок на дистанции 500 метров. Год спустя попал в основной состав советской национальной сборной и побывал на чемпионате мира в финском Тампере, откуда привёз награду золотого достоинства, выигранную в эстафете 4 × 500 м. Помимо этого, в паре с Александром Шапаренко одержал победу на всесоюзном первенстве в двойках на тысяче метрах.
После некоторого перерыва в 1977 году Никольский вернулся в основу советской гребной команды, став лучшим в четвёрках на тысяче и десяти тысячах метрах. В тех же дисциплинах представлял страну на мировом первенстве в болгарской Софии, получив серебро и золото соответственно. В следующем сезоне вновь выиграл национальное первенство среди четырёхместных экипажей на десяти километрах и повторил это достижение на чемпионате мира в югославском Белграде. Ещё через год на аналогичных соревнованиях в немецком Дуйсбурге добавил в послужной список ещё одну золотую награду десятикилометрового зачёта четвёрок, став таким образом четырёхкратным чемпионом мира.
За выдающиеся спортивные достижения удостоен почётного звания «Заслуженный мастер спорта СССР».